# Miss Universo 2005

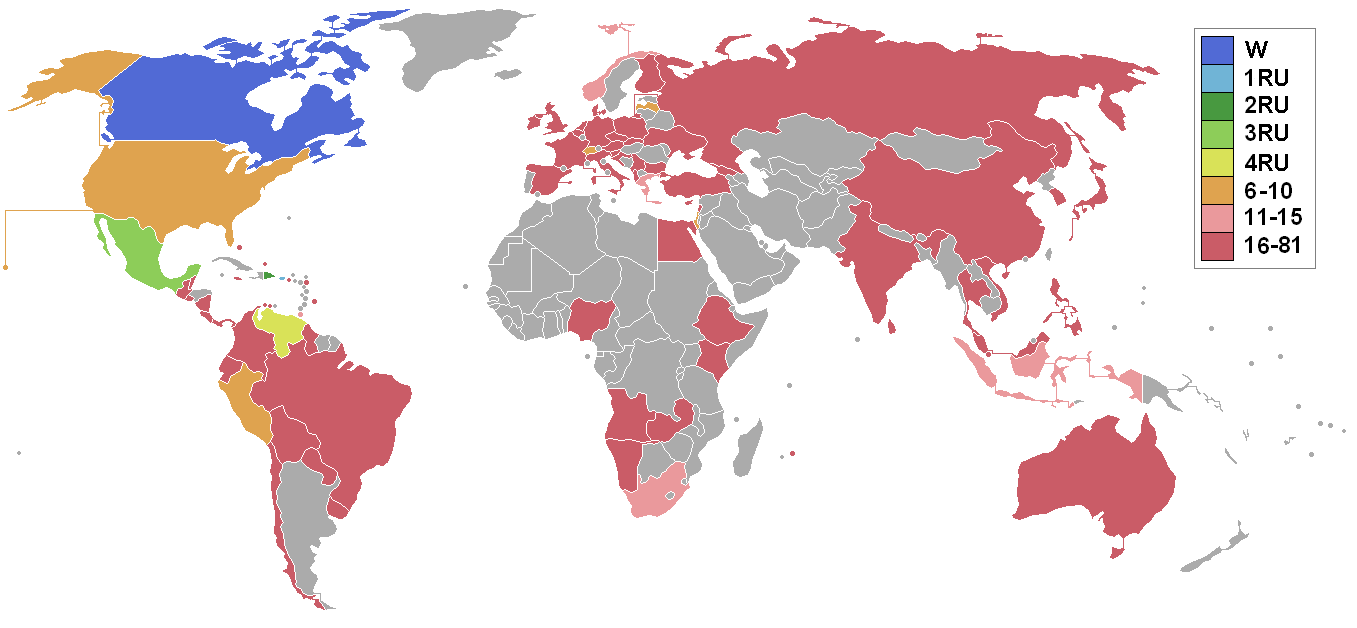
Miss Universo 2005. Le nazioni partecipanti ed i risultati.

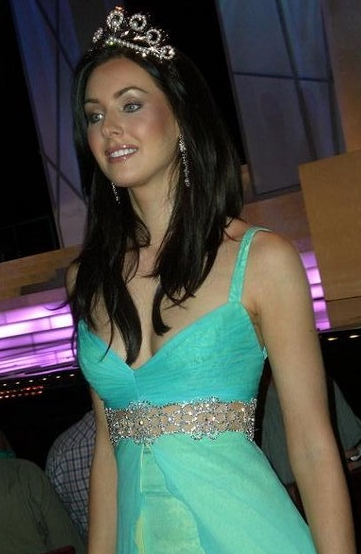
La vincitrice Natalie Glebova.

Miss Universo 2005, cinquantaquattresima edizione di Miss Universo, si è tenuta presso l'Impact Arena di Bangkok il 31 maggio 2005. L'evento è stato presentato da Billy Bush e Nancy O'Dell. Natalie Glebova, Miss Canada, è stata incoronata Miss Universo 2005 dalla detentrice del titolo uscente, la australiana Jennifer Hawkins.

## Risultati

### Piazzamenti
| Risultato finale   | Concorrente |
| ------------------ | --- |
| Miss Universo 2005 | - Canada - Natalie Glebova |
| 2ª classificata    | - Porto Rico - Cynthia Olavarria |
| 3ª classificata    | - Rep. Dominicana - Renata Soñé |
| 4ª classificata    | - Messico - Laura Elizondo |
| 5ª classificata    | - Venezuela - Mónica Spear |
| Top 10             | - Perù - Débora Sulca Cravero - Israele - Elena Ralph - Lettonia - Ieva Kokoreviča - Svizzera - Fiona Hefti - Stati Uniti - Chelsea Cooley                     |
| Top 15             | - Grecia - Evangelia Aravani - Indonesia - Artika Sari Devi - Norvegia - Hélène Traasavik - Sudafrica - Claudia Henkel - Trinidad e Tobago - Magdalene Walcott |

### Riconoscimenti speciali
| Riconoscimento        | Concorrente |
| --------------------- | --- |
| Best National Costume | - Filippine - Gionna Cabrera - Messico - Laura Elizondo - Rep. Ceca - Kateřina Smejkalová - Thailandia - Chananporn Rosjan - Turks e Caicos - Wenieka Ewing |
| Miss Congeniality     | - Isole Vergini Americane - Tricia Homer |
| Miss Photogenic       | - Filippine - Gionna Cabrera |

## Punteggi alle sfilate finali
| Nazione           | Abito da sera | Costume da bagno |
| ----------------- | ------------- | ---------------- |
| Canada            | 9.442 (1)     | 9.064 (4)        |
| Porto Rico        | 8.644 (9)     | 8.828 (5)        |
| Rep. Dominicana   | 9.224 (2)     | 9.450 (2)        |
| Messico           | 9.004 (3)     | 9.541 (1)        |
| Venezuela         | 8.833 (6)     | 9.250 (3)        |
| Perù              | 8.860 (5)     | 8.650 (6)        |
| Lettonia          | 8.645 (8)     | 8.641 (7)        |
| Svizzera          | 8.954 (4)     | 8.596 (8)        |
| Israele           | 8.411 (10)    | 8.280 (9)        |
| Stati Uniti       | 8.680 (7)     | 7.950 (10)       |
| Grecia            | 8.404 (11)    |                  |
| Indonesia         | 8.394 (12)    |                  |
| Sudafrica         | 8.211 (13)    |                  |
| Norvegia          | 8.141 (14)    |                  |
| Trinidad e Tobago | 8.094 (15)    |                  |

     Vincitrice
     2ª classificata
     3ª classificata
     4ª classificata
     5ª classificata
     Top 10
     Top 15

## Giudici della trasmissione televisiva
Le seguenti celebrità hanno fatto da giudici durante la serata finale:
- Carson Kressley– Esperto di moda.
- Cassie Lewis – Modella.
- Bryan Dattilo – Attore.
- Jean-Georges Vongerichten – Chef francese.
- Oleksandra Nikolayenko – Miss Ucraina 2004.
- Porntip Nakhirunkanok – Miss Universo 1988.
- Mario Cimarro – Attore.
- Anne Martin – Imprenditrice dei cosmetici.
- Kevin S. Bright – Produttore esecutivo di Friends.
- Heidi Albertsen – Vincitrice del concorso Elite Model Look.
- Louis Licari – Parrucchiere delle dive.

## Concorrenti
- Albania - Agnesa Vuthaj
- Angola - Zenilde Josias
- Antigua e Barbuda - Shermain Jeremy
- Aruba - Luisana Cicilia
- Australia - Michelle Guy
- Bahamas - Denia Nixon
- Barbados - Nada Yearwood
- Belgio - Debby De Waele
- Belize - Andrea Elrington
- Bolivia - Andrea Abudinen
- Brasile - Carina Beduschi
- Bulgaria - Galina Gancheva
- Canada - Natalie Glebova
- Cile - Renata Ruiz
- Cina - Tao Siyuan
- Cipro - Elena Hadjidemetriou
- Colombia - Adriana Tarud
- Corea del Sud - Kim So-young
- Costa Rica - Johanna Fernández
- Croazia - Jelena Glišić
- Curaçao - Rychacviana Coffie
- Danimarca - Gitte Hanspal
- Ecuador - Ximena Zamora
- Egitto - Meriam George
- El Salvador - Irma Dimas
- Etiopia - Atetegeb Tesfaye
- Filippine - Gionna Cabrera
- Finlandia - Hanna Ek
- Francia - Cindy Fabre
- Georgia - Rusudan Bochoidze
- Germania - Aslı Bayram
- Giamaica - Raquel Wright
- Giappone - Yukari Kuzuya
- Grecia - Evangelia Aravani
- Guatemala - Aida Karina Estrada
- Guyana - Candisie Franklin
- India - Amrita Thapar
- Indonesia - Artika Sari Devi
- Irlanda - Mary Gormley
- Isole Vergini Americane - Tricia Homer
- Israele - Elena Ralph
- Italia - María Teresa Francville
- Kenya - Rachel Marete
- Lettonia - Ieva Kokoreviča
- Libano - Nadine Njeim
- Malaysia - Angela Gan
- Mauritius - Magalie Antoo
- Messico - Laura Elizondo
- Namibia - Adele Basson
- Nicaragua - Daniela Clerk
- Nigeria - Roseline Amusu
- Norvegia - Hélène Tråsavik
- Paesi Bassi - Sharita Sopacua
- Panama - Rosa María Hernández
- Paraguay - Karina Buttner
- Perù - Débora Sulca
- Polonia - Marta Kossakowska
- Porto Rico - Cynthia Olavarría
- Regno Unito - Brooke Johnston
- Rep. Ceca - Kateřina Smejkalová
- Rep. Dominicana - Renata Soñé
- Russia - Natalia Nikolayeva
- Serbia e Montenegro - Jelena Mandić
- Singapore - Cheryl Tay
- Slovacchia - Michaela Drencková
- Slovenia - Dalila Dragojevič
- Spagna - Verónica Hidalgo
- Sri Lanka - Rozanne Diasz
- Stati Uniti - Chelsea Cooley
- Sudafrica - Claudia Henkel
- Svizzera - Fiona Hefti
- Thailandia - Chananporn Rosjan
- Trinidad e Tobago - Magdalene Walcott
- Turchia - Dilek Aksoy
- Turks e Caicos - Weniecka Ewing
- Ucraina - Juliya Chernyshova
- Ungheria - Szandra Proksa
- Uruguay - Viviana Arena
- Venezuela - Mónica Spear
- Vietnam - Phạm Thu Hằng
- Zambia - Cynthia Kanema

### Debutti
- Indonesia
- Lettonia

## Trasmissioni internazionali
Alcuni canali televisivi al di fuori degli Stati Uniti d'America, come la NBC o Telemundo hanno trasmesso l'evento dal vivo nei rispettivi territori.
- Albania: RTV21
- Argentina: América 2
- Australia: Seven Network
- Austria: TW1
- Bahamas: ZNS-TV
- Belgio: Star!
- Bermuda: VSB-TV
- Birmania: TV Myanmar
- Bolivia: Unitel
- Brasile: Rede Bandeirantes e TNT
- Bulgaria: BNT 1
- Canada: CBC Television
- Cile: TNT Latin America
- Cina: CCTV-1
- Cipro: Cyprus Broadcasting Corporation
- Colombia: Caracol TV e TNT
- Corea del Sud: KBS1
- Costa Rica: Teletica
- Danimarca: Star! Scandinavia e Showtime Scandinavia
- Ecuador: Ecuavisa e TNT
- Egitto: MBC4
- El Salvador: TCS
- Emirati Arabi Uniti: MBC4
- Estonia: Star! e Viasat Baltics
- Filippine: RPN 9
- Finlandia: MTV3, Star! Scandinavia e Showtime Scandinavia
- Francia: Paris Première
- Georgia: 1TV
- Germania: Das Vierte
- Giamaica: Ination TV
- Giappone: NHK
- Grecia: ANT1
- Honduras: Canal 11
- Hong Kong: TVB Pearl
- India: DD National
- Indonesia: Indosiar
- Irlanda: RTÉ One
- Islanda: Star! Scandinavia e Showtime Scandinavia
- Israele: Arutz 2
- Italia: Stream
- Lettonia: Star! e Viasat Baltics
- Libano: LBC e MBC4
- Malaysia: TV1
- Malta: TVM
- Messico: Televisa
- Namibia: NBC
- Nicaragua: Televicentro
- Norvegia: TV2
- Paesi Bassi: Star!
- Panama: Telemetro e TNT
- Perù: ATV e TNT
- Polonia: TVP2
- Porto Rico: WAPA-TV e Telemundo
- Portogallo: RTP1
- Regno Unito: BBC One
- Rep. Dominicana: Telemundo, Color Vision e TNT
- Romania: TVR1
- Russia: C1R
- Serbia: RTS
- Singapore: MediaCorp TV Channel 5
- Spagna: TVE1
- Stati Uniti: NBC e Telemundo
- Svezia: Star! Scandinavia e Showtime Scandinavia
- Svizzera: SF 1
- Taiwan: CTS
- Thailandia (paese ospitante): Channel 7
- Trinidad e Tobago: CCN TV6
- Turchia: NTV
- Ucraina: UT1
- Ungheria: m1
- Venezuela: Venevisión e TNT
- Vietnam: VTV1